# Font de Caramell
La Font de Caramell és una font del terme municipal de Tremp, del Pallars Jussà, a l'antic terme d'Espluga de Serra, en territori del poble del Castellet.
Està situada a 1.449 m d'altitud, al vessant sud-occidental de la Roca Lleuda, al vessant de ponent de la carena que separava els antics termes d'Espluga de Serra i de Gurp de la Conca, al nord-est de la Collada de Castellet.